# Mino Denti
Mino Denti (né le 5 février 1945 à Soncino, en Lombardie) est un ancien coureur cycliste professionnel italien.

## Palmarès
- 1965
  -  Champion du monde du contre-la-montre par équipes (avec Giuseppe Soldi, Luciano Dalla Bona et Pietro Guerra)
- 1966
  - Tour de l'Avenir :
    - Classement général
    - 1rea étape (contre-la-montre par équipes)

  - 3e de la Coppa San Geo
  -  Médaillé de bronze au championnat du monde du contre-la-montre par équipes
- 1969
  - Tour de Vénétie

## Résultats sur les grands tours

### Tour d'Italie
- 1967 : 53e
- 1970 : abandon

### Tour de France
- 1968 : 61e

### Tour d'Espagne
- 1968 : abandon